# Toros de Guisando

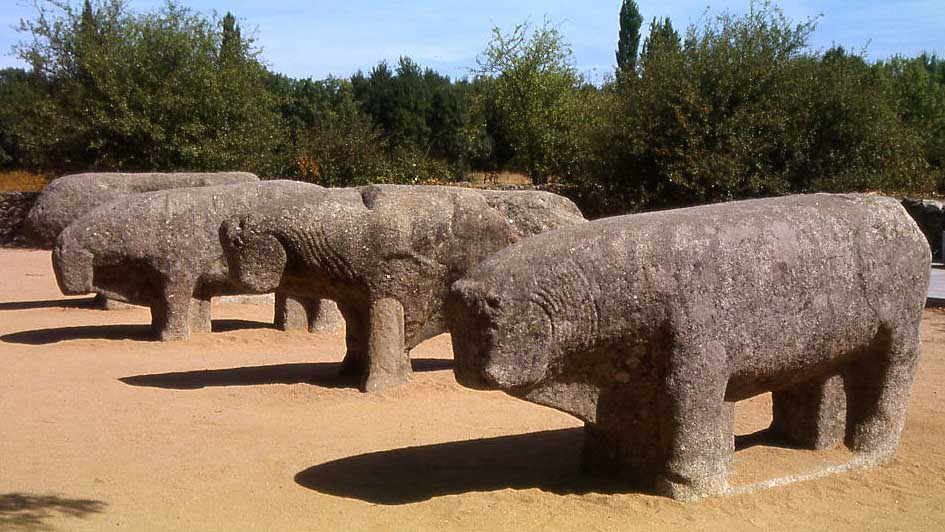
Toros de Guisando.

Els Toros de Guisando són un conjunt escultòric vetó que se situa en el turó de Guisando, en el terme municipal d'El Tiemblo, a la província d'Àvila (Castella i Lleó). Es daten entre els segles IV i I abans de Crist, amb preferència a la creació en el segle ii aC, durant l'edat del ferro. Es tracta de quatre escultures realitzades en granit que representen quadrúpedes, identificats com toros o verros (porcs sementals), amb preferència a la suposició que es tracta de toros, ja que algunes de les peces presenten, en el cap, forats considerats per a la inserció de banyes.
Les quatre escultures es troben costat contra costat, formant una línia en direcció Nord-Sud i totes elles mirant cap a l'Oest, cap a la lloma del turó de Guisando, del que reben el seu nom, deixant a l'esquena el rierol Tórtolas, frontera natural que separa les comunitats de Castella i Lleó i Madrid. La importància de la ramaderia per a la subsistència del poble vetó fa suposar que aquestes estàtues eren protectores del bestiar, encara que aquesta és solament una de les moltes teories plantejades entorn de la funció d'aquestes escultures.
El nom Guisando podria tenir el seu origen en un mot germànic wisandaz, el significat del qual és bou salvatge. Es tractaria, doncs, d'una redundància perquè els mots Toros i Guisando significarien la metixa cosa. Aquesta arrel germànica dona nom al nostre bison.

## Tractat dels Toros de Guisando
El paratge dona nom al Tractat dels Toros de Guisando que allí es va signar en el segle xv entre el rei Enric IV de Castella i la seva germana Isabel I de Castella (la futura reina Isabel la Catòlica), pel qual aquest reconeixia la proclamació d'aquella com a (Príncep d'Astúries i Princesa d'Astúries) i, amb això, la d'hereva al tron.